# 九州共立大学ラグビー部
九州共立大学ラグビー部（きゅうしゅうきょうりつだいがくらぐびーぶ、Kyushu Kyoritsu Univ Rugby Football Club）は九州学生ラグビーフットボールリーグに所属する九州共立大学のラグビー部。略称は九共大（きゅうきょうだい）、共立大（きょうりつだい）。
2009年度シーズンでは、順位決定トーナメント1回戦でBグループ所属の日本文理大学相手に引き分けの末トライ数で上回り2回戦に駒を進め、2回戦では福岡工業大学に勝利し、決勝戦では福岡大学に敗れるも、創部以来初の九州学生ラグビー1部リーグ準優勝を成し遂げた。2019年、大学選手権初出場を決めた。

## 所在地
- 福岡県北九州市八幡西区自由ヶ丘1-8

## 主な成績
- 2007年 3位
- 2008年 4位
- 2009年 準優勝
- 2010年 4位
- 2011年 4位
- 2012年 準優勝
- 2013年 準優勝
- 2014年 優勝
- 2015年 準優勝
- 2016年3位
- 2017年4位
- 2018年準優勝
- 2019年優勝
- 2020年3位
- 2021年準優勝
- 2022年準優勝
- 2023年準優勝

## 主な在籍選手
- 寺原大朗（主将、WTB/大産大附属高校）
- 徳永陸人（FWリーダー、HO/佐賀工業高）
- 常松彩斗（FWリーダー、FL/鹿児島実業高）
- 高木開地（BKリーダー、SO/鹿児島実業高）
- 日野芳輝（BKリーダー、FB/御所実業高）

## 在籍した選手
- 徳重元気（PR、ヤクルトレブンス戸田 / 鹿児島実業高）
- 山道翔（SO、元日野自動車レッドドルフィンズ/三菱重工長崎/長崎北陽台高）
- 森田政彰（CTB、中国電力レッドレグリオンズ/御所実業高校）
- 白濱弘章（HO、三重ホンダヒート/元宗像サニックスブルース/帆柱クラブ/東福岡高校）
- 高尾時流（PR、神戸製鋼コベルコスティーラーズ / 筑紫台高）
- 石田圭祐（SH、豊田自動織機シャトルズ愛知/海星高校）
- 中野将宏（7人制日本代表、WTB・FB、中国電力レッドレグリオンズ / 石見智翠館高）
- 竹内柊平（ラグビー日本代表、PR、浦安D-Rocks/宮崎工業高）
- 西村光太（HO、NO,8、ルリーロ福岡/高川学園高校）
- 高原翔（WYB、FL、ルリーロ福岡/日向高校）
- 肘井大輔（SO、ルリーロ福岡/九州国際大学付属高校）
- 中原尚哉（CTB、ルリーロ福岡/鹿児島実業高校）
- 川原勇大（CTB、ルリーロ福岡/長崎海星高）
- 肥爪駿（HO,三重ホンダヒート/神戸科学技術高校）
- 市橋輝（SO、元豊田自動織機シャトルズ愛知/安川電機/東福岡高校）
- 小原充誠（LO、レッドハリケーンズ大阪/神戸科学技術高校）
- 平井建多（PR、三重ホンダヒート/萩商工高校）
- 葛西翔太（PR、マツダスカイアクティブス広島/筑紫高校）